# Sándor Ziffer
Dans le nom hongrois Ziffer Sándor, le nom de famille précède le prénom, mais cet article utilise l’ordre habituel en français Sándor Ziffer, où le prénom précède le nom.
Sándor Ziffer, né le 5 mai 1880 à Eger – mort le 8 septembre 1962 à Baia Mare, est un peintre roumain d’ethnie magyare.

## Biographie
Sándor Ziffer étudie à Budapest à l'École de dessin appliqué (Iparrajziskola) en 1894, puis à l'École d'art appliqué (Iparművészeti Iskola) de 1895 à 1900. En 1900 il étudie auprès de Karl Raupp à l'Académie royale des beaux-arts de Munich, puis il est l'élève de Simon Hollósy à Munich,, à Fonyód et à Vajdahunyad (Hunedoara en roumain). En 1906 et 1907 il séjourne à Paris, où il est influencé par l'art de Gauguin et de Cézanne et fait connaissance avec le mouvement des Fauves. En 1906, il est à la colonie de peintres de Nagybánya en compagnie de Béla Czóbel, et lorsque le mouvement de la nouvelle génération (neós) de Nagybánya commence à se développer, il est favorable au renouvellement de l'esprit de la colonie. Pendant cette période, sa production picturale ressemble à celle des Huit. Il expose avec le MIÉNK, puis à la Maison des artistes (Művészház) de Budapest, et en 1914 à la Halle de l'art (Műcsarnok).
Pendant la Première Guerre mondiale, il vit provisoirement en Allemagne, surtout à Berlin, puis revient en 1918 à  Baia Mare, d'où il ne s'éloignera jamais plus longtemps (Nagybánya en magyar). En 1927 il expose à Budapest, au musée Ernst d'art contemporain, et également avec le groupe successeur des Huit, la Nouvelle société des artistes (KÚT (hu)). À Baia Mare, il enseigne de 1935 à 1945, jouant un rôle important dans la formation du courant moderne de la peinture roumaine. En 1957, une exposition rassemblant ses œuvres est organisée à Baie Mare. Il est décoré en 1954 de l’Ordre du Travail roumain (Ordinul Muncii), et en 1957 du titre de maître émérite de l'art (Maestru Emerit al Artei).

## Œuvre
La peinture de Sándor Ziffer montre à ses débuts des influences françaises, ainsi que l'influence de Hollósy. Elle se tourne ensuite vers le postimpressionnisme et l'art allemand expressionniste, avec un style caractérisé par l'effet décoratif de contours épais et de couleurs fortes,, et par la volonté de réinterpréter la nature sans s'en éloigner. À la colonie de peintres de Baia Mare  (autrefois Nagybánya), son art constitue un contrepoint spectaculaire aux efforts d'imitation attachés aux traditions. Dans sa production des années 1920, les compositions de sujets sont fréquentes, puis son art paysager prend le dessus et il se rapproche du courant naturaliste des décennies antérieures.
Après la Seconde Guerre mondiale, sa peinture perd de sa fraîcheur d'origine et de sa force, et ce sont ses autoportraits qui montrent le plus les qualités de son style antérieur ; à cause d'un accident, il peint souvent son environnement depuis la fenêtre de son atelier de Baia Mare : l'ancienne fonderie de monnaie, la rivière Săsar (en hongrois Zazar), le canal du moulin.
La Galerie nationale hongroise conserve six de ses œuvres.